# Acte 13 de la Coupe Louis Vuitton 2007
L'Acte 13 de la Coupe Louis Vuitton 2007 est une compétition de la Coupe de l'America 2007. Elle a eu lieu du 3 avril au 8 avril 2007 à Valence. C'est une régate en flotte.

## Participants
| Syndicat                           | Pays             |
| BMW Oracle Racing                  | États-Unis       |
| Team Shosholoza                    | Afrique du Sud   |
| Emirates Team New Zealand          | Nouvelle-Zélande |
| Luna Rossa Challenge               | Italie           |
| K-Challenge                        | France           |
| Victory Challenge                  | Suède            |
| Desafío Español 2007               | Espagne          |
| Mascalzone Latino - Capitalia Team | Italie           |
| United Internet Team Germany       | Allemagne        |
| China Team                         | Chine            |
| +39 Challenge                      | Italie           |

## Récit
Alinghi, pour sa dernière possibilité de régater avec les challengers, a marqué les esprits en remportant quatre des sept régates, deux autres podiums et une quatrième place.
Parmi les autres ténors, BMW Oracle Racing, qui avait pour ambition de devancer Emirates Team New Zealand en tête du classement des challengers, a déçu malgré une victoire lors de la première régate, tout comme Luna Rossa Challenge. Emirates Team New Zealand termine meilleur challenger, devant Mascalzone Latino - Capitalia Team.
Le défi français Areva Challenge n'est pas au niveau de ses ambitions: il termine à la huitième place du classement des Challengers à l'issue des treize actes.
+39 Challenge ne disputa pas les trois dernières régates. Lors de la régate trois, +39 Challenge brise son mât lors d'une collision avec le défi allemand United Internet Team Germany. Celui-ci sera finalement déclassé, les italiens récupérant leur place dans cette régate au moment du choc.

## Programme
| Date         | Événement | Résultat |
| 3 avril 2007 |           | 1. BMW Oracle 1 h 25 min 41 s 2. Team Shosholoza à 3 min 34 s 3. Mascalzone Latino-Team Capitalia à 4 min 18 s 4. Alinghi à 5 min 04 s 5. Emirates Team New Zealand à 5 min 16 s 6. United Internet Team Germany à 5 min 33 s 7. Luna Rossa Challenge à 5 min 51 s 8. Desafio Espanol 2007 à 8 min 15 s 9. Areva Challenge à 9 min 26 s 10. +39 Challenge à 9 min 43 s 11. China Team à 10 min 40 s 12. Victory Challenge à 20 min 32 s |
| 4 avril 2007 |           | 1. Alinghi 57 min 58 s 2. Desafio Espanol 2007 à 32 s 3. Emirates Team New Zealand à 57 s 4. BMW Oracle à 1 min 17 s 5. Luna Rossa Challenge à 1 min 33 s 6. Mascalzone Latino-Team Capitalia à 1 min 53 s 7. +39 Challenge à 1 min 57 s 8. Team Shosholoza à 2 min 33 s 9. United Internet Team Germany à 2 min 50 s 10. Areva Challenge à 2 min 53 s 11. Victory Challenge à 3 min 15 s 12. China Team à 22 min 13 s                  |
| 4 avril 2007 |           | 1. Alinghi 1 h 05 min 56 s 2. Luna Rossa Challenge à 14 s 3. Desafio Espanol 2007 à 29 s 4. Emirates Team New Zealand à 30 s 5. Mascalzone Latino-Team Capitalia à 53 s 6. +39 Challenge 7. Victory Challenge à 1 min 09 s 8. BMW Oracle à 1 min 35 s 9. Areva Challenge à 4 min 05 s 10. China Team à 7 min 20 s 11. Team Shosholoza à 18 min 25 s Internet Team Germany disqualifié                                                   |
| 5 avril 2007 |           | 1. Alinghi 1 h 15 min 05 s 2. Mascalzone Latino-Team Capitalia à 1 min 07 s 3. Luna Rossa à 1 min 24 s 4. BMW Oracle à 1 min 25 s 5. Emirates Team New Zealand à 1 min 48 s 6. United Internet Team Germany à 2 min 18 s 7. Team Shosholoza à 2 min 31 s 8. Victory Challenge à 2 min 37 s 9. Desafio Espanol 2007 à 2 min 48 s 10. Areva Challenge à 3 min 16 s 11. China Team à 4 min 04 s Non partant: +39 Challenge                 |
| 5 avril 2007 |           | 1. Emirates Team New Zealand 1 h 13 min 23 s 2. Luna Rossa à 4 s 3. Alinghi à 16 s 4. Mascalzone Latino à 49 s 5. Team Shosholoza à 1 min 46 s 6. Desafio Espanol 2007 à 1 min 47 s 7. Victory Challenge à 1 min 50 s 8. Areva Challenge à 2 min 02 s 9. United Internet Team Germany à 2 min 17 s 10. BMW Oracle à 6 min 09 s 11. China Team à 35 min 27 s Non partant: +39 Challenge                                                  |
| 6 avril 2007 |           | 1. Desafio Espanol 2007 1 h 20 min 14 s 2. Alinghi Challenge à 7 s 3. Emirates Team New Zealand à 1 min 01 s 4. Victory Challenge à 1 min 42 s 5. Mascalzone Latino à 1 min 54 s 6. BMW Oracle à 2 min 05 s 7. Team Shosholza à 2 min 22 s 8. Luna Rossa à 3 min 08 s 9. United Internet Team Germany à 3 min 19 s 10. Areva Challenge à 3 min 58 s 11. China Team à 5 min 11 s Non partant: +39 Challenge                              |
| 6 avril 2007 |           | 1. Alinghi Challenge 1 h 12 min 46 s 2. BMW Oracle Racing à 39 s 3. Mascalzone Latino à 1 min 21 s 4. Luna Rossa à 1 min 32 s 5. Areva Challenge à 1 min 54 s 6. Emirates Team New Zealand à 2 min 15 s 7. Desafio Espanol 2007 à 2 min 43 s 8. Victory Challenge à 2 min 47 s 9. Team Shosholza à 3 min 09 s 10. United Internet Team Germany à 3 min 17 s 11. China Team à 3 min 27 s Non partant: +39 Challenge                      |

## Classement final
| Rang | Syndicat                           | Points |
| 1e   | Alinghi                            | 78     |
| 2e   | Emirates Team New Zealand          | 64     |
| 3e   | Mascalzone Latino - Capitalia Team | 63     |
| 4e   | Luna Rossa Challenge               | 60     |
| 5e   | BMW Oracle Racing                  | 57     |
| 6e   | Desafío Español 2007               | 55     |
| 7e   | Team Shosholoza                    | 43     |
| 8e   | Victory Challenge                  | 35     |
| 9e   | K-Challenge                        | 31     |
| 10e  | United Internet Team Germany       | 29     |
| 11e  | +39 Challenge                      | 17     |
| 12e  | China Team                         | 15     |